# Paul Matteoli
Paul Matteoli (ur. 7 listopada 1929 w Ollioules – zm. 12 grudnia 1988 w Istres) – francuski kolarz torowy i szosowy, brązowy medalista torowych mistrzostw świata.

## Kariera
Największy sukces w karierze Paul Matteoli osiągnął w 1950 roku, kiedy zdobył brązowy medal w indywidualnym wyścigu na dochodzenie zawodowców podczas torowych mistrzostw świata w Liège. W zawodach tych wyprzedzili go jedynie Włoch Antonio Bevilacqua i Holender Wim van Est. Był to jedyny medal wywalczony przez Matteolego na międzynarodowej imprezie tej rangi. Kilkakrotnie zdobywał medale torowych mistrzostw Francji, w tym dwa złote. Startował również w wyścigach szosowych, ale bez większych sukcesów. Nigdy nie wystąpił na igrzyskach olimpijskich.